# Художественная гимнастика на летних Олимпийских играх 2012 — групповое многоборье
В соревнованиях по художественной гимнастике в групповом многоборье принимали участие 12 групп из 12 стран. Квалификация прошла 9 и 10 августа, финал состоялся 12 августа, в последний день Олимпиады.
Олимпийскими чемпионками в этой дисциплине на последних трёх Олимпиадах (2000, 2004 и 2008) были россиянки. В Лондоне россиянки вновь завоевали золото, показав лучший результат как в обеих дисциплинах квалификации, так и финала. Сборная Беларуси выиграла серебро, хотя после первого упражнения финала шла только на 4-м месте. Однако итальянки и болгарки неудачно выступили с лентами и обручами (болгарки показали в этом упражнении худший результат в финале из восьми команд), что отбросило итальянок на третье место, а болгарок на шестое.

## Медалисты
| Золото | Серебро | Бронза |
| Россия · Анастасия Близнюк · Ульяна Донскова · Ксения Дудкина · Алина Макаренко · Анастасия Назаренко · Каролина Севастьянова | Беларусь · Марина Гончарова · Анастасия Иванькова · Наталия Лещик · Александра Наркевич · Ксения Санкович · Алина Тумилович | Италия · Элиза Бланки · Ромина Лаурито · Марта Паньини · Элиза Сантони · Анжелика Савраюк · Андрея Стефанеску |

## Квалификация

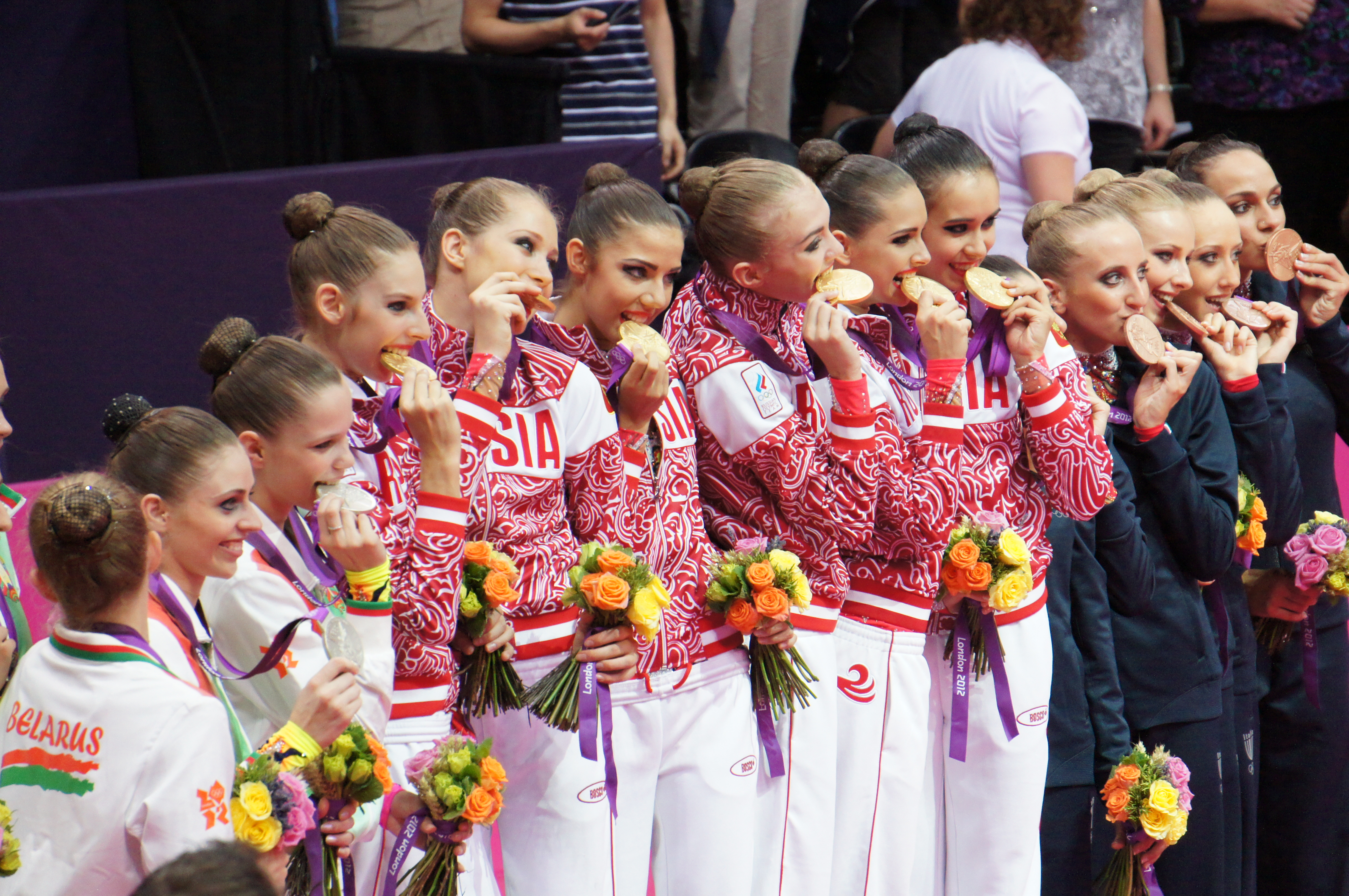
Призёры Олимпиады 2012. Слева направо: сборная Беларуси (серебро), сборная России (золото), сборная Италии (бронза)

Зелёным выделены команды, прошедшие квалификацию. Команда, занявшая 9-е место, осталась в резерве финала.
| Место | Команда | 5 мячей | 3 ленты и 2 обруча | Сумма  |
| ----- | --- | ------- | ------------------ | ------ |
| 1     | Россия · Анастасия Близнюк · Ульяна Донскова · Ксения Дудкина · Алина Макаренко · Анастасия Назаренко · Каролина Севастьянова | 28,375  | 28,000             | 56,375 |
| 2     | Италия · Элиза Бланки · Ромина Лаурито · Марта Паньини · Элиза Сантони · Анжелика Савраюк · Андрея Стефанеску                 | 28,100  | 27,700             | 55,800 |
| 3     | Беларусь · Марина Гончарова · Анастасия Иванькова · Наталия Лещик · Александра Наркевич · Ксения Санкович · Алина Тумилович   | 27,900  | 26,850             | 54,750 |
| 4     | Болгария · Катрин Велкова · Ренета Камберова · Михаэла Маевска · Цветелина Найденова · Елена Тодорова · Христиана Тодорова    | 27,250  | 27,375             | 54,625 |
| 5     | Испания · Сандра Агилар · Лорето Ачаэрандио · Алехандра Кереда · Елена Лопес · Лурдес Моедано · Лидия Редондо                 | 27,150  | 27,400             | 54,550 |
| 6     | Украина · Евгения Гомон · Валерия Гудым · Елена Дмитраш · Виктория Ленишин · Виктория Мазур · Светлана Прокопова              | 27,050  | 27,100             | 54,150 |
| 7     | Израиль · Моран Бузовски · Виктория Кошель · Ноа Палачи · Марина Шульц · Полина Закалюжная · Элиора Жолковски                 | 26,500  | 26,600             | 53,100 |
| 8     | Япония · Риэ Мацубара · Рина Миура · Нина Саидиокота · Котоно Танака · Нацуки Фукасэ · Айри Хатакеяма                         | 26,725  | 26,300             | 53,025 |
| 9     | Греция · Елени Доика · Марианти Зафейриу · Василея Заху · Алексия Кириази · Евдокия Лукагу · Ставрула Самара                  | 25,875  | 26,000             | 51,875 |
| 10    | Германия · Мира Бимперлинг · Николь Мюллер · Катрин Пуль · Камилла Пфеффер · Сара Раднер · Юдит Хаузер                        | 24,500  | 25,150             | 49,650 |
| 11    | Канада · Катрина Кэмерон · Роуз Коссар · Александра Ландри · Анастасия Мунтяну · Анжелика Резник · Келси Титмарш              | 24,050  | 23,975             | 48,025 |
| 12    | Великобритания · Джорджина Кассар · Луиза Пули · Рэйчел Смит · Франческа Фокс · Джейд Фолкнер · Линн Хатчисон                 | 24,150  | 23,850             | 48,000 |

## Финал
| Место | Команда | 5 мячей | 3 ленты и 2 обруча | Сумма  |
| ----- | --- | ------- | ------------------ | ------ |
| 1     | Россия · Анастасия Близнюк · Ульяна Донскова · Ксения Дудкина · Алина Макаренко · Анастасия Назаренко · Каролина Севастьянова | 28,700  | 28,300             | 57,000 |
| 2     | Беларусь · Марина Гончарова · Анастасия Иванькова · Наталия Лещик · Александра Наркевич · Ксения Санкович · Алина Тумилович   | 27,825  | 27,675             | 55,500 |
| 3     | Италия · Элиза Бланки · Ромина Лаурито · Марта Паньини · Элиза Сантони · Анжелика Савраюк · Андрея Стефанеску                 | 28,125  | 27,325             | 55,450 |
| 4     | Испания · Сандра Агилар · Лорето Ачаэрандио · Алехандра Кереда · Елена Лопес · Лурдес Моедано · Лидия Редондо                 | 27,400  | 27,550             | 54,950 |
| 5     | Украина · Евгения Гомон · Валерия Гудым · Елена Дмитраш · Виктория Ленишин · Виктория Мазур · Светлана Прокопова              | 27,200  | 27,175             | 54,375 |
| 6     | Болгария · Катрин Велкова · Ренета Камберова · Михаэла Маевска · Цветелина Найденова · Елена Тодорова · Христиана Тодорова    | 27,950  | 26,425             | 54,375 |
| 7     | Япония · Риэ Мацубара · Рина Миура · Нина Саидиокота · Котоно Танака · Нацуки Фукасэ · Айри Хатакеяма                         | 27,000  | 27,100             | 54,100 |
| 8     | Израиль · Моран Бузовски · Виктория Кошель · Ноа Палачи · Марина Шульц · Полина Закалюжная · Элиора Жолковски                 | 26,725  | 26,675             | 53,400 |